# فيروس ثوقوتو
فيروس ثوقوتو (باللاتينية:  Thogotovirus) هي جنس من الفيروسات ذات الحمض النووي الريبي المغلفة، وهي واحدة من سبعة أجناس في عائلة الفيروسات المخاطية القويمة/الأورثوميكسوفيريدي (باللاتينية: Orthomyxoviridae).